# The Beatles (album)
A The Beatles, melyet gyakran Fehér Albumnak (The White Album) neveznek egyszínű fehér borítója miatt, a The Beatles együttes 1968. november 22-én megjelent egyetlen eredeti dupla albuma.
1997-ben a Fehér Album a HMV, a Channel 4, a The Guardian és a Classic FM rendezte 'Music of the Millennium' szavazáson a tizedik lett. 1998-ban a Q magazin olvasói a 17., 2003-ban a VH1 nézői a 11. helyre juttatták. Szintén 2003-ban a Rolling Stone Minden idők 500 legjobb albumának listáján a 10. helyet szerezte meg. Szerepel az 1001 lemez, amit hallanod kell, mielőtt meghalsz című könyvben.
Az USA-ban a Fehér Album a Beatles legtöbbször eladott albuma (19-szeres platinalemez), ugyanitt minden idők kilencedik legkelendőbb albuma.

## A vég kezdete
Ezen a dupla albumon mind a négy zenész megmutatta egyéni dalszerzői képességeit és későbbi szólóalbumaik stílusát. A hagyományos rockdalok, mint a "Back in the USSR" (sokan a The Beach Boys "California Girls" című dalának paródiáját látják benne) mellett találhatók rajta klasszikussá vált balladák, mint az "I Will" és a "Julia" (az utóbbit John írta halott édesanyja emlékére), egyéni hangzású dalok, mint Paultól az "Ob-La-Di, Ob-La-Da" és a "Rocky Raccoon" és társadalomkritika: Georgetól a "Piggies" és Johntól a "Happiness is a Warm Gun"; itt hallható Ringo első saját dala, a "Don't Pass Me By" és a híres/hírhedt "Helter Skelter", mely ugyan az angol vidámparkok spirál alakú csúszdájáról szól, Charles Manson mégis a faji háború próféciájának vélte.

## A dalok
Sok dal az albumon személyes vonatkozású; a Dear Prudence például Mia Farrow színésznő húgáról szól, aki a Beatlesszel egyidőben vett leckéket a transzcendentális meditációból az indiai Risikésben. Az album legtöbb dalát rosszul végződött indiai látogatásuk alatt írták. A Sexy Sadie című dal Maharishi Mahesh Yogiról szól, aki a meditációt tanította a zenekarnak. Eredeti címe Maharishi volt, de Lennon átírta, hogy elkerülje a pert, ugyanis a jógit többször rajtakapták, hogy zaklatja a társaság nőtagjait. A Glass Onion szintén John dala, és azokról a rajongókról (vagy nekik) szól, akik mindenféle rejtett üzenetet próbálnak kihallani a dalokból; a dal öt másik Beatles-dalra utal, melyek közül kettő, a Lady Madonna és az I am the Walrus további utalásokat tartalmaz.
Két hónapos indiai tartózkodásuk alatt csak akusztikus gitárokon tudtak komponálni. Ez időben vált szokásukká, hogy bizonyos dalokat vagy egyedül, vagy pedig csak ketten-hárman vették fel.
Yoko Ono is énekelt az albumon: a Birthday-ben Pattie Boyddal vokált, a The Continuing Story of Bungalow Bill-ben szintén vokált és egy sort egyedül, de a legnagyobb hatást Lennon Revolution 9 című konkrét zenei kísérletére gyakorolta, melynek elkészítésében ő és George Harrison is segédkezett.
A While My Guitar Gently Weeps című dalban Harrison kérésére Eric Clapton játszotta a gitárszólót.
Néhány dal, melyet a Fehér Album ülésein elpróbáltak, nem került fel az albumra. 1968. augusztus 30-án megjelent a Hey Jude/Revolution kislemez. Harrison Not Guilty című dalának több mint százszor kezdtek neki, de semmi sem lett belőle (1979-es George Harrison című szólóalbumán jelent meg átdolgozott változatban). Lennontól a What's the New Mary Jane? nem fért rá az albumra. Ezek először a The Beatles Anthologyban jelentek meg hivatalosan.
A producer George Martin volt. Ez az album volt az Apple első terméke és a Beatles egyetlen eredeti dupla albuma. Martin személy szerint nem volt elégedett az albummal, többször javasolta a Beatlesnek, hogy hagyjanak ki dalokat és két közepes album helyett adjanak ki egy igazán jót, de a Beatles elutasította javaslatát.

## A monó változat
A Fehér Album volt az utolsó, melynek monó (csak Nagy-Britanniában) és sztereó változata is megjelent. A harminc dalból huszonkilencnek (a "Revolution 9" kivételével) létezik hivatalos monó változata, mely a Beatles-rajongók féltve őrzött kincsei közé tartozik.
A következő albumoknak csak néhány országban adták ki monó változatát, de ezek – a Yellow Submarine, az Abbey Road és a Let It Be – a sztereó kiadások monó levonatai voltak.

## A borító
A borítót Richard Hamilton, pop-art művész tervezte, aki az előző évben egy Duchamp kiállítást rendezett a Tate Galleryben. Hamilton műve éles ellentétben állt a Sgt. Pepper színes borítójával, ugyanis ez teljesen fehér volt, a cím dombornyomással került rá, és egy matricán volt a sorozatszáma. A későbbi kiadásokon a cím szürke betűkkel szerepelt. Az első CD kiadásokon is rajta volt a sorozatszám. A későbbiekben a cím szürke vagy fekete betűkkel szerepelt.
Az album csomagolásának belső oldalán egy poszter volt, melyen dalszövegek és John Kelley 1968 őszén készült fotói voltak, melyek mára világhírűvé váltak.
Az 1970-es évek végén két kiadás (egy a Capitol, egy pedig a Parlophone kiadása) fehér bakeliten jelent meg.

## Tisztelgés
- Az albummal párhuzamba állítható a Metallica önmagáról elnevezett fekete borítójú albuma, amit a köztudatban „The Black Album” (A fekete album) néven él.

## Az album dalai

### 1. lemez
| 1. | Back in the U.S.S.R.                  | John Lennon, Paul McCartney | Paul McCartney  | 2:43 |
| 2. | Dear Prudence                         | John Lennon, Paul McCartney | John Lennon     | 3:56 |
| 3. | Glass Onion                           | John Lennon, Paul McCartney | John Lennon     | 2:17 |
| 4. | Ob-La-Di, Ob-La-Da                    | John Lennon, Paul McCartney | Paul McCartney  | 3:08 |
| 5. | Wild Honey Pie                        | John Lennon, Paul McCartney | Paul McCartney  | 1:01 |
| 6. | The Continuing Story of Bungalow Bill | John Lennon, Paul McCartney | John Lennon     | 3:14 |
| 7. | While My Guitar Gently Weeps          | George Harrison             | George Harrison | 4:45 |
| 8. | Happiness Is a Warm Gun               | John Lennon, Paul McCartney | John Lennon     | 2:43 |

| 1. | Martha My Dear                  | John Lennon, Paul McCartney | Paul McCartney  | 2:28 |
| 2. | I'm So Tired                    | John Lennon, Paul McCartney | John Lennon     | 2:03 |
| 3. | Blackbird                       | John Lennon, Paul McCartney | Paul McCartney  | 2:18 |
| 4. | Piggies                         | George Harrison             | George Harrison | 2:04 |
| 5. | Rocky Raccoon                   | John Lennon, Paul McCartney | Paul McCartney  | 3:41 |
| 6. | Don’t Pass Me By                | Richard Starkey             | Ringo Starr     | 3:42 |
| 7. | Why Don't We Do It in the Road? | John Lennon, Paul McCartney | Paul McCartney  | 1:41 |
| 8. | I Will                          | John Lennon, Paul McCartney | Paul McCartney  | 1:46 |
| 9. | Julia                           | John Lennon, Paul McCartney | John Lennon     | 2:54 |

### 2. lemez
| 1. | Birthday                                                  | John Lennon, Paul McCartney | Paul McCartney, John Lennon | 2:42 |
| 2. | Yer Blues                                                 | John Lennon, Paul McCartney | John Lennon                 | 4:01 |
| 3. | Mother Nature’s Son                                       | John Lennon, Paul McCartney | Paul McCartney              | 2:48 |
| 4. | Everybody's Got Something to Hide Except Me and My Monkey | John Lennon, Paul McCartney | John Lennon                 | 2:24 |
| 5. | Sexy Sadie                                                | John Lennon, Paul McCartney | John Lennon                 | 3:15 |
| 6. | Helter Skelter                                            | John Lennon, Paul McCartney | Paul McCartney              | 4:29 |
| 7. | Long, Long, Long                                          | George Harrison             | George Harrison             | 3:04 |

| 1. | Revolution 1  | John Lennon, Paul McCartney | John Lennon                              | 4:15 |
| 2. | Honey Pie     | John Lennon, Paul McCartney | Paul McCartney                           | 2:41 |
| 3. | Savoy Truffle | George Harrison             | George Harrison                          | 2:54 |
| 4. | Cry Baby Cry  | John Lennon, Paul McCartney | John Lennon, Paul McCartney              | 3:11 |
| 5. | Revolution 9  | John Lennon, Paul McCartney | John Lennon, George Harrison és Yoko Ono | 8:22 |
| 6. | Good Night    | John Lennon, Paul McCartney | Ringo Starr                              | 3:11 |

## Kiadások
| Ország                     | Dátum               | Kiadó                  | Formátum                | Katalógus |
| Nagy-Britannia             | 1968. november 22.  | Apple Records          | Monó dupla nagylemez    | PMC 7067-8 |
|                            |                     |                        | Sztereó dupla nagylemez | PCS 7067-8 |
| USA                        | 1968. november 25.  | Apple, Capitol Records | Sztereó dupla nagylemez | SWBO 101 |
| Új kiadás az egész világon | 1987. július 20.    | Apple, Parlophone, EMI | dupla CD                | CDP 7 46443-4 2 |
| Japán                      | 1998. március 11.   | Toshiba-EMI            | dupla CD                | TOCP 51119-20 |
| Japán                      | 2004. január 21.    | Toshiba-EMI            | TOJP 60139-40           | |
| Új kiadás az egész világon | 2009. szeptember 9. | Apple, Parlophone, EMI | dupla CD                | remaster: új kiadás, az eredeti sztereó master felvételeket újradigitalizálták modern, mai digitális berendezésen. |

Felvételi részletek:
- "Revolution 1". Első felvételi nap: 1968. május 30. az Abbey Road 2. stúdiójában. Írta: John. Ének: John. Producer: George Martin. Hangmérnök: Geoff Emerick, Peter Brown.
- "Don't Pass Me By". Első felvételi nap: 1968. június 5. az Abbey Road 3. stúdiójában. Írta: Ringo. Ének: Ringo. Producer: George Martin. Hangmérnök: Geoff Emerick, Ken Scott.
- "Revolution 9". Első felvételi nap: 1968. június 6. az Abbey Road 2. stúdiójában. Írta: John. Producer: George Martin. Hangmérnök: Geoff Emerick.
- "Blackbird". Első felvételi nap: 1968. június 11. az Abbey Road 2. stúdiójában. Írta: Paul. Ének: Paul. Producer: George Martin. Hangmérnök: Geoff Emerick.
- "Everybody's Got Something to Hide Except Me and My Monkey". Első felvételi nap: 1968. június 26. az Abbey Road 2. stúdiójában. Írta: John. Ének: John. Producer: George Martin. Hangmérnök: Geoff Emerick, Ken Scott.
- "Good Night". Első felvételi nap: 1968. június 28. az Abbey Road 2. stúdiójában. Írta: John. Ének: Ringo. Producer: George Martin. Hangmérnök: Geoff Emerick, Peter Brown, Ken Scott.
- "Ob-La-Di, Ob-La-Da". Első felvételi nap: 1968. július 3. az Abbey Road 2. stúdiójában. Írta: Paul. Ének: Paul. Producer: George Martin. Hangmérnök: Geoff Emerick.
- "Cry Baby Cry". Első felvételi nap: 1968. július 15. az Abbey Road 2. stúdiójában. Írta: John. Ének: John. Producer: George Martin. Hangmérnök: Geoff Emerick, Ken Scott.
- "Helter Skelter". Első felvételi nap: 1968. július 18. az Abbey Road 2. stúdiójában. Írta: Paul. Ének: Paul. Producer: George Martin. Hangmérnök: Ken Scott.
- "Sexy Sadie". Első felvételi nap: 1968. július 19. az Abbey Road 2. stúdiójában. Írta: John. Ének: John. Producer: George Martin. Hangmérnök: Ken Scott.
- "While My Guitar Gently Weeps". Első felvételi nap: 1968. július 25. az Abbey Road 2. stúdiójában. Írta: George. Ének: George. Producer: George Martin. Hangmérnök: Ken Scott.
- "Mother Nature's Son". Első felvételi nap: 1968. augusztus 9. az Abbey Road 2. stúdiójában. Írta: Paul. Ének: Paul. Producer: George Martin. Hangmérnök: Ken Scott.
- "Yer Blues". Első felvételi nap: 1968. augusztus 13. az Abbey Road 2. stúdiójában. Írta: John. Ének: John. Producer: George Martin. Hangmérnök: Ken Scott.
- "Rocky Raccoon". Első felvételi nap: 1968. augusztus 15. az Abbey Road 2. stúdiójában. Írta: Paul. Ének: Paul. Producer: George Martin. Hangmérnök: Ken Scott.
- "Wild Honey Pie". Első felvételi nap: 1968. augusztus 20. az Abbey Road 2. stúdiójában. Írta: Paul. Ének: Paul. Producer: George Martin. Hangmérnök: Ken Scott.
- "Back in the USSR". Első felvételi nap: 1968. augusztus 22. az Abbey Road 2. stúdiójában. Írta: Paul. Ének: Paul. Producer: George Martin. Hangmérnök: Ken Scott.
- "Dear Prudence". Első felvételi nap: 1968. augusztus 28. a Trident Studiosban. Írta: John. Ének: John. Producer: George Martin. Hangmérnök: Barry Sheffield.
- "Glass Onion". Első felvételi nap: 1968. szeptember 11. az Abbey Road 2. stúdiójában. Írta: John. Ének: John. Producer: Chris Thomas, George Martin. Hangmérnök: Ken Scott.
- "I Will". Első felvételi nap: 1968. szeptember 16. az Abbey Road 2. stúdiójában. Írta: Paul. Ének: Paul. Producer: Chris Thomas. Hangmérnök: Ken Scott.
- "Birthday". Első felvételi nap: 1968. szeptember 18. az Abbey Road 2. stúdiójában. Írta: Paul. Ének: Paul és John. Producer: Chris Thomas. Hangmérnök: Ken Scott.
- "Piggies". Első felvételi nap: 1968. szeptember 19. az Abbey Road 1. és 2. stúdiójában. Írta: George. Ének: George. Producer: Chris Thomas, George Martin. Hangmérnök: Ken Scott.
- "Happiness is a Warm Gun". Első felvételi nap: 1968. szeptember 23. az Abbey Road 2. stúdiójában. Írta: John. Ének: John. Producer: Chris Thomas. Hangmérnök: Ken Scott.
- "Honey Pie". Első felvételi nap: 1968. október 1. a Trident Studiosban. Írta: Paul. Ének: Paul. Producer: George Martin. Hangmérnök: Barry Sheffield.
- "Savoy Truffle". Első felvételi nap: 1968. október 3. a Trident Studiosban. Írta: George. Ének: George. Producer: George Martin. Hangmérnök: Barry Sheffield, Ken Scott.
- "Martha My Dear". Első felvételi nap: 1968. október 4. a Trident Studiosban. Írta: Paul. Ének: Paul. Producer: George Martin. Hangmérnök: Barry Sheffield.
- "Long, Long, Long". Első felvételi nap: 1968. október 7. az Abbey Road 2. stúdiójában. Írta: George. Ének: George. Producer: George Martin. Hangmérnök: Ken Scott.
- "I'm so Tired". Első felvételi nap: 1968. október 8. az Abbey Road 2. stúdiójában. Írta: John. Ének: John. Producer: George Martin. Hangmérnök: Ken Scott.
- "The Continuing Story of Bungalow Bill". Első felvételi nap: 1968. október 8. az Abbey Road 2. stúdiójában. Írta: John. Ének: John, Yoko. Producer: George Martin. Hangmérnök: Ken Scott.
- "Why Don't We Do It in the Road?". Első felvételi nap: 1968. október 9. az Abbey Road 1. stúdiójában. Írta: Paul. Ének: Paul. Producer: George Martin. Hangmérnök: Ken Scott.
- "Julia". Első felvételi nap: 1968. október 13. az Abbey Road 2. stúdiójában. Írta: John. Ének: John. Producer: George Martin. Hangmérnök: Ken Scott.